# Fabio Paratici
Fabio Paratici (sinh ngày 13 tháng 7 năm 1972 tại Borgonovo Val Tidone) là một cựu cầu thủ bóng đá người Ý hiện đang làm việc trong vai trò Giám đốc thể thao cho câu lạc bộ Tottenham Hotspur/Spurs của Anh.

## Sự nghiệp

### Thi đấu
Paratici bắt đầu sự nghiệp chơi bóng của mình trong đội trẻ của Piacenza. Năm 1989, ông bắt đầu thi đấu chuyên nghiệp cho đội hình chính của Piacenza, lúc đó đang thi đấu ở Serie C1, giải hạng ba của bóng đá Ý. Trong sự nghiệp của mình, Paratici thường xuyên thay đổi môi trường thi đấu khắp các câu lạc bộ tại các giải đấu thấp hơn của bóng đá Ý, như là Serie C1 và Serie C2, hiếm khi ở lại lâu hơn một mùa. Năm 2004, ông giã từ sự nghiệp thi đấu khi mới 31 tuổi, tổng cộng chơi cho 12 câu lạc bộ khác nhau trong 15 năm.

### Nghỉ thi đấu
Sau khi nghỉ thi đấu, ông được Sampdoria thuê để làm giám sát chính vào năm 2004. Trong nhiệm kỳ của mình tại Sampdoria, Paratici làm việc rất mật thiết với tổng giám đốc của câu lạc bộ, Giuseppe Marotta, thường được mô tả là "cánh tay phải".
Vào tháng 8 năm 2008, Paratici đã được Urbano Cairo, chủ sở hữu của Torino tiếp cận đưa ra lời đề nghị mời về làm giám đốc thể thao. Sampdoria và đặc biệt là Marotta đã rất tức giận trước những thông tin này và cáo buộc Cairo đã đi sau lưng họ để dụ dỗ Paratici, người vẫn còn hợp đồng với Sampdoria cho đến năm 2009.
Vào tháng 5 năm 2010, Paratici chuyển từ Sampdoria sang Juventus cùng với Giuseppe Marotta và huấn luyện viên Luigi Delneri. Tại Juventus, tân chủ tịch của câu lạc bộ Andrea Agnelli đã bổ nhiệm Paratici làm Giám đốc kỹ thuật và Giám đốc thể thao. Chủ sở hữu của Sampdoria Riccardo Garrone đã rất tức giận với Giuseppe Marotta đã dành Paratici đến với Juventus, khi Garrone đã rất mong đợi Paratici kế thừa vai trò của tổng giám đốc tại Sampdoria, và sau đó đe dọa sẽ chặn bất kỳ chuyển nhượng tới Juventus như một hệ quả.